# Somfai László
Somfai László (Jászladány, 1934. augusztus 15. –) Széchenyi-díjas magyar zenetörténész, egyetemi tanár, professor emeritus a Magyar Tudományos Akadémia rendes tagja. Joseph Haydn zenéjének és Bartók Béla zenei hagyatékának nemzetközi hírű kutatója.

## Életpályája
Zongoratanulással kísért székesfehérvári és szegedi iskolai évek után 1953-ban kezdte meg tanulmányait a Zeneművészeti Főiskola zenetudományi szakán, ahol Bartha Dénes, Szabolcsi Bence, Bárdos Lajos és Gárdonyi Zoltán tanítványa volt. Felvételi dolgozatát Bartók Béla fúgaművészetéből írta. 1958-ban szerzett zenetörténész diplomát Haydn vonósnégyeseiről szóló, utóbb nyomtatásban is megjelent szakdolgozatával.
Diplomájának megszerzése után az Országos Széchényi Könyvtár Zeneműtáránál kezdett el dolgozni. 1963-ban került a Magyar Tudományos Akadémia Szabolcsi Bence igazgatásával 1961-ben létrejött Bartók Archívumába (a későbbi Zenetudományi Intézetbe), ahol a Bartók-hagyaték feldolgozását végző Denijs Dille asszisztenseként  tudományos munkatárs lett. Dille visszavonulásakor 1972-ben kinevezték az archívum (a szorosabb értelemben vett Bartók-gyűjtemény) vezetőjévé, amely hivatalt 2004. végéig, 70 éves koráig töltötte be. 1968-ban kezdett el oktatni a Zeneművészeti Főiskolán (később Liszt Ferenc Zeneművészeti Egyetem) docensi rangban, majd 1980-ban megkapta egyetemi tanári kinevezését. 1997 és 2007 között az újonnan megalapított zenetudományi PhD program vezetője. Az 1980-as években több alkalommal volt vendégprofesszor az Amerikai Egyesült Államokban (1984: CUNY New York; 1989: University of California Berkeley).
A salzburgi Mozart-kutató Intézet (Mozarteum) és a kölni Joseph Haydn Intézet (Joseph Haydn Institut) tagja is lett. 1993 és 1997 között a Magyar Zenetudományi és Zenekritikai Társaság alapító első elnöke volt. E posztjáról 1997-ben a Nemzetközi Zenetudományi Társaság elnökévé történt megválasztásakor (1997–2002) mondott le. A Studia Musicologica szerkesztőbizottságának tagja, 2007 és 2010 között főszerkesztője.
1982-ben védte meg a zenetudományi akadémiai doktori értekezését 1979-ben megjelent, Joseph Haydn zongoraszonátái c. könyvével. Tagja az MTA Zenetudományi Bizottságának, amelynek 2001 és 2006 között elnökeként is dolgozott. 1995-ben a Magyar Tudományos Akadémia levelező, 2004-ben annak rendes tagjává választották. Emellett 1997-től az Amerikai Tudományos és Művészeti Akadémia külföldi, 1998-tól a Brit Akadémia levelező tagja.

## Munkássága
Kutatási területe: a Bartók-kompozíciók forráskutatása, illetve Joseph Haydn.Alkalmilag más zeneszerzőkkel is foglalkozott. Liszt Faust szimfóniájának keletkezését tárta fel, kimutatta az Erkel-műhely (Erkel Ferenc és fiai) működését Erkel operáinak létrejöttében. Webern életéről és műveiről monográfiát írt. Bartha Dénessel együtt publikált monográfiája, a Haydn als Opernkapellmeister (1960) és más Haydn-tanulmányai óta e terület nemzetközi élvonalában tartják számon; vizsgálati módszere különösen a notáció és a korabeli előadási gyakorlat (Aufführungspraxis) összefüggéseinek tanulmányozásában iskolát teremtő. A Bartók-kutatás kiemelkedő nemzetközi szaktekintélye. Számos jelentős Haydn- és Bartók-mű kéziratának jelentette meg magyarázatokkal kísért fakszimilekiadását. Kocsis Zoltánnal és Sebestyén Jánossal együtt adta közre Bartók zongora felvételeinek teljes gyűjteményét (Hungaroton, 1981). A közelítésmódok széles skáláján mozgó első összegzése, a Tizennyolc Bartók-tanulmány című kötet (1981) óta munkájának középpontjában a Bartók kottaösszkiadás módszertani megalapozása, valamint Bartók kompozíciós módszerének tanulmányozása áll; ezt foglalja össze 1996-ban megjelent könyve, a Béla Bartók: Composition, Concepts, and Autograph Sources (University of California Press; átdolgozott magyar változata: Bartók Béla kompozíciós módszere, 2000). Jelenleg a Bartók művek tematikus jegyzékén dolgozik, ill. alapító szerkesztője és kötetszerkesztője a német G. Henle Verlag és az Editio Musica Budapest Zeneműkiadó közös gondozásában 2016 óta megjelenő Bartók Béla zeneműveinek kritikai összkiadása vállalkozásnak.

## Díjai, elismerései
- Akadémiai Díj (1961)
- Erkel Ferenc-díj (1972)
- A Magyar Köztársasági Érdemrend kiskeresztje (1994)
- Széchenyi-díj (1999)
- A Magyar Érdemrend középkeresztje (2015)

## Főbb publikációi
- Haydn als Opernkapellmeister (Bartha Dénessel, Budapest: Verlag der Ungarischen Akademie der Wissenschaften; Mainz: B. Schott’s Söhne, 1960)
- Joseph Haydn élete képekben és dokumentumokban (Budapest: Zeneműkiadó, 1966, 2. kiadás 1977)
- Anton Webern (Budapest: Gondolat, 1968) (Kis zenei könyvtár)
- Joseph Haydn zongoraszonátái: Hangszerválasztás és előadói gyakorlat, műfaji tipológia és stíluselemzés (Budapest: Zeneműkiadó, 1979)
- Tizennyolc Bartók-tanulmány (1981, kiegészített 2. kiadás 2014)
- The Keyboard Sonatas of Joseph Haydn: Instruments and Performance Practice, Genres and Styles, ford. Somfai László és Charlotte Greenspan (Chicago: University of Chicago Press, 1995)
- Béla Bartók: Composition, Concepts and Autograph Sources (Berkeley, CA: University of California Press, 1996)
- Bartók Béla kompozíciós módszere (Budapest: Akkord, 2000)
- A zenetörténeti kánon. Konzervatív muzsikusképzés, progresszív zenetudomány? A művészet kutatása a modern tudományok szorításában; (Budapest: MTA, 2013) (Székfoglalók a Magyar Tudományos Akadémián)
- Kottakép és műalkotás. Harminc tanulmány Bachtól Bartókig (Budapest: Rózsavölgyi, 2015) (Musica scientia)